# Simão Mate Junior
Pour les articles homonymes, voir Simao.
Simão Mate Junior, dit Simão, est un footballeur mozambicain né le 23 juin 1988 à Maputo (Mozambique). Il joue au Levante UD en Espagne.

## Carrière
- 2003-2007 : Ferroviário de Maputo  Mozambique
- 2007-2012 : Panathinaïkos Athènes  Grèce
- 2012-2013 : Shandong Luneng Taishan  Chine
- 2013- : Levante UD  Espagne[1],[2]